# 평택선
평택선(平澤線)은 경기도 평택시 평택역과 창내역을 연결하는 한국철도공사의 철도 노선으로, 경부선의 지선이다. 이 노선은 캠프 험프리스로 이전한 주한 미군의 물자 수송을 담당하고 있으며, 2024년 11월 2일부터 경부선과 서해선 연결 기능을 담당한다. 포승-평택 철도로도 알려진 노선으로, 미래에 평택시 안중읍을 거쳐 포승읍의 평택항까지 연장될 예정이다.

## 역사
1994년 9월 정부는 전국 7개 광역권개발의 첫 단계로 아산만 일대를 금년중 광역개발권으로 지정, 오는 2011년까지 아산국가공단을 포함해 총 1천4백만평 규모의 공업단지를 만들어 국내 산업활동의 새로운 중심지역으로 육성하고 인천항과 맞먹는 연간 처리능력 2천4백50만t 규모의 항만시설을 개발할 계획발표했다. 이때 포승~안중~평택을 잇는 27km의 노선(투자액 3,240억원)과 수인선~안중~포승을 잇는 43km의 노선(투자액 5,160억원)이 계획되어 있었다.
그러나 아산만권 광역개발계획을 수립한 해양수산부와 이를 확정 고시한 건설교통부, 대한민국 철도청 등 관련 부처들이 투자계획과 재원 확보 방안 등을 둘러싸고 의견이 엇갈려 아직 공사에 착수하지 못한 채 표류하고 있었다. 여러 우여곡절 끝에 1999년 12월 15일, 국가기간교통망 계획에 따른 간선철도망계획 中 후반기 계획기간(2010년~2019년)에 아산만산업철도(포승~평택) 27km이 포함되었다.
2004년 11월 29일, 2004년 상반기 예비타당성조사 결과로 아산만 산업철도(포승-평택, 총사업비 3680억원)가 B/C값 1.10에 AHP 0.709로 통과되었음을 전했다.
2009년 6월 18일, 국토해양부는 포승~평택역 구간에 복선철도를 건설키로 하고 이를 내용으로 하는 철도기본계획을 18일 고시했다고 밝혔다. 기본계획에 따르면 이 사업에는 총 6398억원이 투입되며 3단계로 나뉘어 건설된다. 1단계로 평택역∼숙성 13.9㎞를 주한미군기지 이전사업과 연계, 내년 초 착공해 2013년 완공된다. 이어 2단계로 숙성∼안중 8.3㎞는 2018년 완공, 개통돼 서해선 복선전철(2019년 개통예정)과 연계되며 3단계 구간인 안중∼포승 8.1㎞는 2019년 개통돼 2020년 평택항 개항에 대비하게 된다.
2024년 10월 24일 코레일 공지사항에서 업로드한 평택선 신규운행 알림에 따르면, 홍성역에서 출발해 내선순환선을 따라 홍성역에 돌아온 뒤, 방향을 바꿔 외선순환선을 따라 다시 홍성역으로 돌아오는 방식으로 하루 편도 3회씩 운행한다. 전구간 탑승시 ITX-마음 요금으로 13,800원이다.

## 연혁
- 1999년 12월 15일: 국가기간교통망 계획에 따른 간선철도망계획에서 아산만 산업철도 신설발표.
- 2004년 7월 31일: 예비타당성 조사보고서[7]
- 2010년 11월 : 숙성(창내) - 평택 구간 착공[8]
- 2015년 1월 16일 : 노선 이름 확정
- 2015년 2월 24일 : 평택 - 창내 구간 사용 개시[9]
- 2016년 2월 17일 : 창내 - 미군기지 인입선 1.4km 구간 개통[10]
- 2017년 5월 26일 : 안중 - 창내 구간 착공
- 2019년 4월 17일 : 철도 노선번호 변경에 따라 30216으로 변경[11]
- 2024년 9월 27일:  평택선(안중 ~ 평택) 사업용 철도노선 고시[12]
- 2024년 11월 2일: 안중 ~ 평택 개통 및 여객열차 운행, 전철화[13]

## 노선 정보
- 노선 거리 : 8.8 km
- 운영 기관 : 한국철도공사
- 노선 번호 : 30216
- 궤간 : 1435 mm
- 궤도 : 표준궤
- 통행 방식 : 좌측통행
- 역 수 : 3개
- 보안 장치 : ATS

## 역 목록
| 역명     | 로마자 역명 | 한자 역명 | 접속 노선             | 역간 거리 | 영업 거리 | 소재지 | 소재지 | 비고                 |
| -------- | ----------- | --------- | --------------------- | --------- | --------- | ------ | ------ | -------------------- |
| 포승     | Poseung     | 浦升      |                       |           |           | 경기도 | 평택시 | 2030년 개통 예정     |
| 안중     | Anjung      | 安仲      | 서해선                | 0.0       | 0.0       | 경기도 | 평택시 |                      |
| 창내     | Changnae    | 倉內      |                       | 8.5       | 8.5       | 경기도 | 평택시 |                      |
| 신대     | Sindae      | 新垈      | 평택삼각선 평택직결선 | (5.54)    | (14.04)   | 경기도 | 평택시 |                      |
| 평택     | Pyeongtaek  | 平澤      | 경부선                | 8.0       | 16.5      | 경기도 | 평택시 |                      |
| (분기점) |             |           | 경부선                | 0.8       | 17.3      | 경기도 | 평택시 | 경부선기점 75.837 km |

## 지선
평택선은 평택삼각선과 평택직결선을 두 개의 지선으로 갖추고 있다.

## 관련 노선
- 경부선
- 서해선
- 장항선